# Caloptilia chloroptila
Caloptilia chloroptila là một loài bướm đêm thuộc họ Gracillariidae. Nó được tìm thấy ở Guyana.